# Pim Jongeneel
W. (Pim) Jongeneel (Bodegraven, 15 augustus 1930) is een Nederlands politicus van de CHU en later het CDA.
Hij werd geboren als zoon van een bekende kaashandelaar en al op jonge leeftijd was hij actief binnen de C.H.J.C. (jongerenorganisatie van de CHU). Van 1953 tot 1965 was hij werkzaam bij de gemeentesecretarieën van Reeuwijk, Waddinxveen en Ouder-Amstel en daarna volgde zijn benoeming tot burgemeester van Muiden. In de 14 jaar dat Jongeneel daar burgemeester was, kreeg hij twee keer (in 1966 en 1972) te maken met een explosie bij de kruitfabriek in Muiden waarbij beide keren er ook slachtoffers vielen. In de periode 1971 tot 1975 was hij tevens waarnemend burgemeester van Nederhorst den Berg. Na zijn periode in Muiden werd Jongeneel benoemd tot burgemeester van Driebergen-Rijsenburg wat hij tot zijn vervroegd pensioen begin 1991 zou blijven. Daarnaast was hij vanaf 1989 waarnemend burgemeester van Cothen welke functie hij vervulde tot die gemeente op 1 januari 1996 opging in de gemeente Wijk bij Duurstede.
1. ↑  "Algemeen Dagblad", Algemeen Dagblad, 5 januari 1965. Geraadpleegd op 21 maart 2025. – via Delpher.